# Beygingarlýsing íslensks nútímamáls
Beygingarlýsing íslensks nútímamáls (BÍN) (pol. Baza danych fleksji współczesnego języka islandzkiego) – internetowa baza danych odmiany wyrazów w języku islandzkim.
Zawiera 301 000 przykładów, ale nie podaje całego zasobu słownictwa, ponieważ baza słów w języku islandzkim jest nieograniczona.
Strona jest zarządzana przez Instytut Árniego Magnússona.
Prace nad projektem rozpoczęły się w 2002 roku wraz z pracami nad Orðabók Háskólans. Praca została podzielona na etapy, a pierwszy z nich zakończył się 15 marca 2004 roku i zawierał 173 389 przykładów.
Praca byłą finansowana przez Ministerstwo Edukacji.